# Khobar
Khobar, auch al-Khobar oder al-Chubar (arabisch الخُبر, DMG al-Ḫubar), ist eine Stadt im östlichen Saudi-Arabien am Persischen Golf, etwa 400 km nordöstlich der Hauptstadt Riad. Die Einwohnerzahl beträgt etwa 410.000, zusammen mit den Nachbarstädten ad-Dammam und Dhahran leben in der Region über eine Million Menschen. Der größte Arbeitgeber der Gegend ist der saudische Erdöl-Gigant Aramco, einer der größten Erdöl-Konzerne der Welt. Zu weiteren Unternehmen zählt die Saudi Readymix Concrete Company.

## Anschlag 1996
Am 25. Juni 1996 verübte die Hisbollah einen Sprengstoffanschlag auf ein von amerikanischen Militärangehörigen bewohntes Gebäude. Obwohl Wachposten die Gefahr durch den mit Sprengstoff gefüllten Tanklastzug erkannten und begonnen hatten, das Wohnhaus zu evakuieren, starben 19 junge Menschen, und Hunderte wurden verletzt. Ein US-Bundesrichter entschied 2006, dass die iranische Regierung verantwortlich für das Attentat sei, und verurteilte den Iran zur Zahlung von 254 Millionen US$ an die Hinterbliebenen der Opfer.

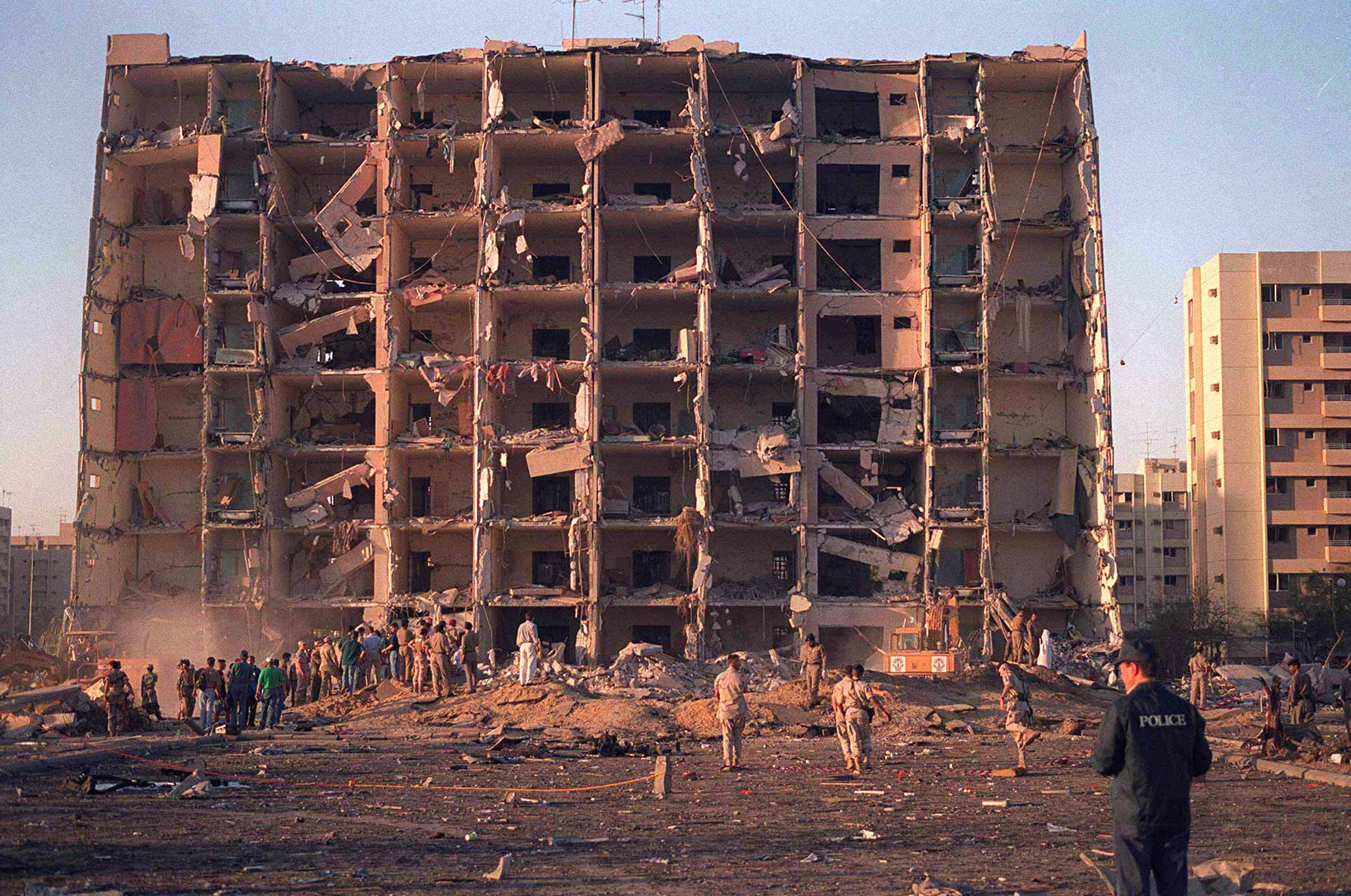
Gebäude Nr. 131 nach dem Bombenanschlag

## Geiselnahme 2004
Am 29. Mai 2004 kamen in der Stadt bei einer Geiselnahme 22 Menschen ums Leben. Bewaffnete Angreifer hatten zwei mehrheitlich von westlichen Ausländern bewohnte Wohnanlagen gestürmt und 50 Menschen – hauptsächlich Bürger westlicher Industriestaaten – als Geiseln genommen. Saudische Spezialeinheiten beendeten tags darauf die Geiselnahme blutig. Die meisten der Entführer wurden bei der Erstürmung des Gebäudes getötet, drei Terroristen gelang jedoch die Flucht. Die Terrororganisation al-Qaida bekannte sich im Internet zu dem Angriff, der sich gegen US-Unternehmen richte, die muslimische Bodenschätze stehlen würden.

## Persönlichkeiten
- Ahmad Saleh (* 1980), Filmregisseur und Drehbuchautor
- Raif Badawi (* 1984), Blogger
- Abdulrahman al-Obaid (* 1993), Fußballspieler
- Mohamed Kanno (* 1994), Fußballspieler